# 瑞士德语
瑞士德语（Schwyzerdütsch），指的是一種在瑞士和北意大利阿尔卑斯山区當地所講的德語方言，亦是這些地區所有阿勒曼尼方言的總稱。
某些情况下，瑞士版圖下的、或者受到瑞士影響的其它阿勒曼尼语也可被叫做瑞士德语，例如靠近瑞士的列支敦士登的德語，以及奥地利福拉尔贝格州的德語。
在语言学上，瑞士德语内部并不统一。阿勒曼尼方言在语言学上分为低地阿勒曼尼语、高地阿勒曼尼语和最高地阿勒曼尼语，各种变种在瑞士内部和瑞士之外都被使用。低地阿勒曼尼语分布于巴塞尔地区，高地阿勒曼尼语分布于瑞士中部的绝大多数地区（包括伯尔尼、卢塞恩、苏黎世等城市），最高地阿勒曼尼语主要分布在瓦莱州德语区（采尔马特附近）。
瑞士德语不同于瑞士標準德語。虽然瑞士人講的标准德语同樣带有瑞士腔調，但還是和瑞士德语有很大的区别，準確來說瑞士德語只能算是标准德语的方言。
对于大多数德国人来说，瑞士德语很难理解。不过，说瑞士德语的人在学校学习的是标准德语，因此几乎所有成年人都能说标准德语。当地人之间交谈用瑞士德语，而当对方是德国人或奥地利人时，瑞士人会改用标准德语。

## 举例
| 瑞士德语                               | 中文               |
| -------------------------------------- | ------------------ |
| Grüezi                                 | 你好（正式）       |
| Hoi/Sali/Salü                          | 你好（非正式）     |
| Wiä gat's Inä?                         | 您好吗？           |
| Bitte                                  | 请……               |
| Danke/Merci                            | 谢谢               |
| Äs tuät mir Laid                       | 对不起             |
| Guätä Morgä                            | 早安               |
| Guätä n'Aabig                          | 晚安               |
| Wiä haissed Sii?                       | 您怎么称呼？       |
| Froit mich, dich kännä z'lärnä.        | 很高兴认识你。     |
| Uf Widerluägä/Uf Widersee              | 再见（正式）       |
| Tschau/Adieu                           | 再见（非正式）     |
| Willkomä                               | 欢迎               |
| Chönnted Sii bitte Schriftdütsch redä? | 您能说标准德语吗？ |
| Ich cha kai Schwiizerdütsch.           | 我不会说瑞士德语   |
| Proscht!                               | 干杯！             |

## 延伸閱讀
- 口音一出就分了「你我」，異鄉人如何融入在地生活？ （页面存档备份，存于）

## 外部連結
- Chochichästli-Orakel （页面存档备份，存于） – choose the Swiss German words you would normally use and see how well this matches the dialect of your area. (German only)
- Dialekt.ch（页面存档备份，存于） a site with sound samples from different dialects. (German only)
- Schweizerisches Idiotikon （页面存档备份，存于） The homepage of the Swiss national dictionary.
- One Poem in 29 Swiss dialects (and English) （页面存档备份，存于）
- Swiss German Morphology and Lexicon （页面存档备份，存于）